# دونا لئون
دونا لئون (انگلیسی: Donna Leon؛ زادهٔ ۲۸ سپتامبر ۱۹۴۲) نویسنده، آموزگار، و رمان‌نویس اهل ایالات متحده آمریکا است. وی نویسنده مجموعه‌ای از داستان‌های جنایی است که خاستگاه غالب آنها شهر ونیز ایتالیا است